# Parafia Trójcy Świętej w Gdańsku

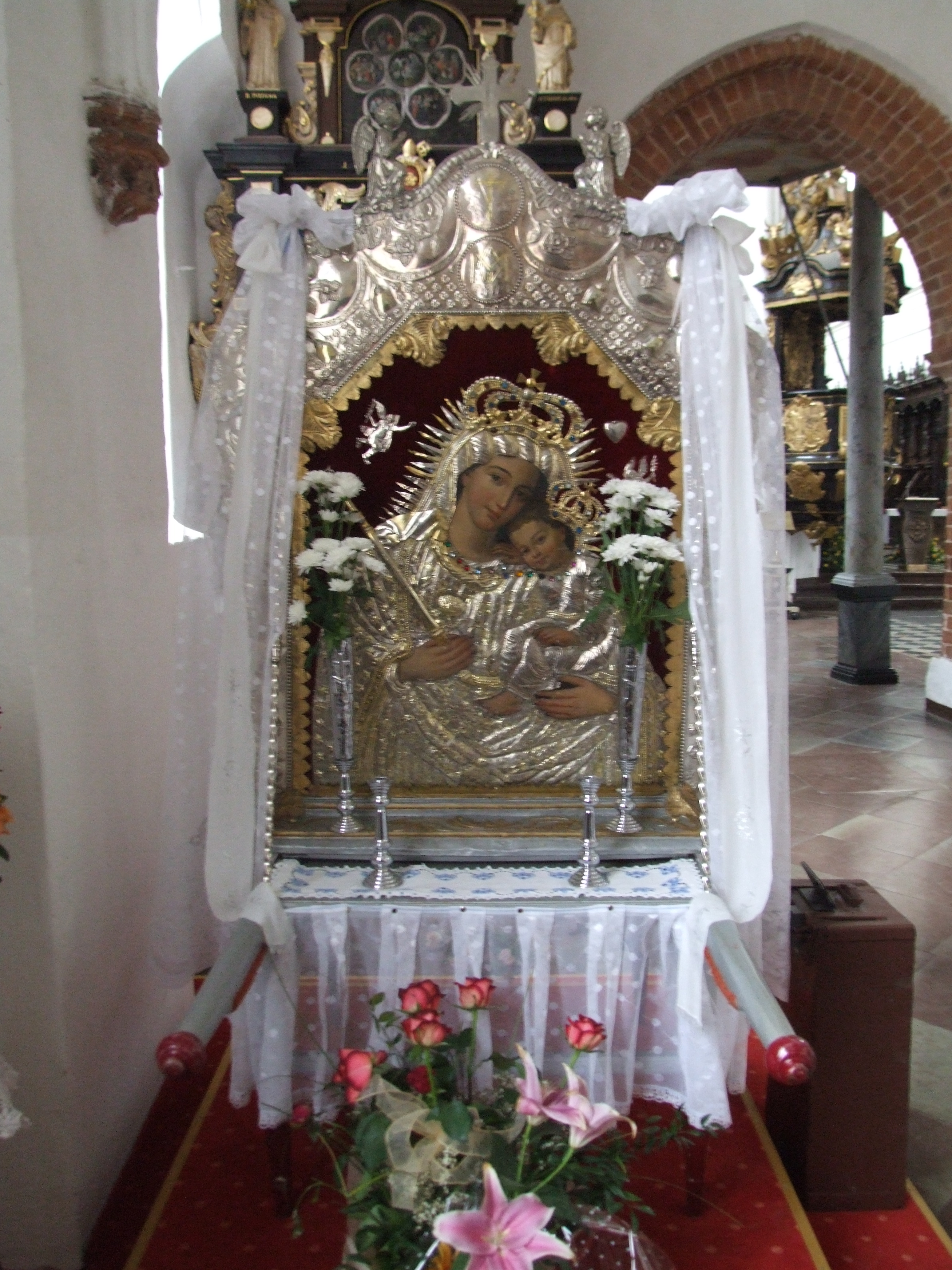
Feretron Matki Boskiej Oliwskiej

Parafia Archikatedralna Trójcy Świętej w Gdańsku – rzymskokatolicka parafia usytuowana w gdańskiej dzielnicy Oliwa przy ulicy bpa Edmunda Nowickiego. Wchodzi w skład dekanatu Gdańsk Oliwa, który należy do archidiecezji gdańskiej.

## Proboszczowie
Źródło: strona internetowa parafii
- 1831–1832: ks. Johannes Bluhm
- 1833–1837: ks. August Konrad Haber
- 1837–1874: ks. Johann Jacob Schweminski
- 1874–1877: ks. Victor Borrasch
- 1876–1880: ks. Józef Żelewski[4]
  - administrator parafii
- 1883–1904: ks. Mikołaj Kryn
- 1904–1916: ks. Franz Schröter
- 1916–1926: ks. Franz Berendt
- 1926–1935: ks. prał. Magnus Bruski[5][6]
- 1935–1938: bp dr Carl Maria Splett[7][8]
- 1938–1945: ks. Anton Behrendt
- 1945–1979: ks. prał. Leon Kossak-Główczewski
- 1979–1991: ks. prał. Mieczysław Goździewski
- 1991–2007: ks. prał. Brunon Kędziorski[9][10]
- 2007–2014: bp dr Zbigniew Zieliński[11][12][13][14][15][16][17][18]
- 2014–2017: ks. kan. mgr Waldemar Waluk[19][20][21]
- 2017–2020: ks. prał. dr Janusz Jasiewicz[22][23]
- od 2020: ks. prał. dr Krystian Kletkiewicz[24][25][26][27][28]